# Frank Kunkel
Frank Kunkel (* 12. Juli 1963) ist ein ehemaliger deutscher Fußballspieler.

## Werdegang
Der Stürmer Frank Kunkel begann seine Karriere bei der DJK TuS Rotthausen aus Gelsenkirchen. Über Fortuna Gelsenkirchen wechselte Kunkel im Sommer 1982 zum TuS Schloß Neuhaus, der gerade in die 2. Bundesliga aufgestiegen war. Kunkel gab sein Zweitligadebüt am 14. August 1982 beim 1:1 der Neuhäuser bei der SG Union Solingen, bei dem er kurioserweise zunächst eingewechselt und 18 Minuten später wieder ausgewechselt wurde. Insgesamt absolvierte Kunkel 15 Zweitligaspiele und blieb dabei ohne Torerfolg. Am Saisonende stieg Schloß Neuhaus wieder in die Oberliga Westfalen ab. Im Sommer 1984 verließ Kunkel den Verein mit unbekanntem Ziel. In der Saison 1986/87 spielte er dann noch für Rot-Weiß Lüdenscheid.